# ヌマガメ科
ヌマガメ科（ヌマガメか、Emydidae）は、爬虫綱カメ目に属する科。模式属はヨーロッパヌマガメ属。

## 分布
アフリカ大陸北部、北アメリカ大陸、南アメリカ大陸、ユーラシア大陸西部、アメリカ合衆国（プエルトリコ）、イギリス（ケイマン諸島）、キューバ、ジャマイカ、ドミニカ共和国、ハイチ、バハマ（グレートイナグア島）

## 形態
最大種はチュウベイクジャクガメで最大甲長60センチメートル（最大甲長50センチメートルとする文献もあり、またメキシコカワガメとの誤りとする説もある）。最小種はミューレンバーグイシガメで最大甲長11.5センチメートル。

## 分類
分類・和名は中井(2021)を参考。
- ヌマガメ亜科 Emydinae
  - ブチイシガメ属 Actinemys - 従来はブチイシガメ1種とされていたが、亜種が独立して2種となった。
    - Actinemys marmorata キタブチイシガメ Western pond turtle
    - Actinemys pallida ミナミブチイシガメ Southwestern pond turtle

  - キボシイシガメ属 Clemmys
    - Clemmys guttata キボシイシガメ Spotted turtle

  - ブランディングガメ属 Emydoidia - ヨーロッパヌマガメ属に含まれる場合もある。
    - Emydoidea blandingii ブランディングガメ Blanding's turtle

  - ヨーロッパヌマガメ属 Emys
    - Emys orbicularis ヨーロッパヌマガメ European pond turtle
    - Emys trinacris シチリアヌマガメ Sicilian pond turtle

  - モリイシガメ属 Glyptemys
    - Glyptemys insculpta モリイシガメ Wood turtle
    - Glyptemys muhlenbergi ミューレンバーグイシガメ Bog turtle

  - アメリカハコガメ属 Terrapene
    - Terrapene calolina カロリナハコガメ Common box turtle
    - Terrapene coahuila ヌマハコガメ Coahuilan box turtle
    - Terrapene mexicana メキシコハコガメ Mexican box turtle
    - Terrapene nelsoni ネルソンハコガメ Spotted box turtle
    - Terrapene ornata ニシキハコガメ Ornate box turtle
    - Terrapene triunguis ミツユビハコガメ Three-toed box turtle
    - Terrapene yucatana ユカタンハコガメ Yucatán box turtle
- アミメガメ亜科 Deirochelyinae
  - ニシキガメ属 Chrysemys
    - Chrysemys dorsalis セスジニシキガメ Southern painted turtle
    - Chrysemys picta ニシキガメ Painted turtle

  - アミメガメ属 Deirochelys
    - Deirochelys reticularia アミメガメ Chicken turtle

  - チズガメ属 Graptemys
    - Graptemys barbouri バーバーチズガメ Barbour's map turtle
    - Graptemys caglei ケイグルチズガメ Cagle's map turtle
    - Graptemys ernsti アーンストチズガメ Escambia map turtle
    - Graptemys flavimaculata キマダラチズガメ Yellow-blotched sawback turtle
    - Graptemys geographica ヒラチズガメ Common map turtle
    - Graptemys gibbonsi ギボンズチズガメ Pascagoula map turtle
    - Graptemys kohnii ミシシッピチズガメ Mississippi map turtle
    - Graptemys nigrinoda クロコブチズガメ Black-knobbed map turtle
    - Graptemys oculifera ワモンチズガメ Ringed sawback turtle
    - Graptemys ouachitensis フトマユチズガメ Ouachita map turtle
    - Graptemys pearlensis パールリバーチズガメ Pearl River map turtle
    - Graptemys pseudogeographica ニセチズガメ False map turtle
    - Graptemys pulchra アラバマチズガメ Alabama map turtle
    - Graptemys sabinensis サビーンチズガメ Sabine map turtle
    - Graptemys versa テキサスチズガメ Texas map turtle

  - キスイガメ属 Malaclemys
    - Malaclemys terrapin キスイガメ Diamondback terrapin

  - クーターガメ属 Pseudemys
    - Pseudemys alabamensis アラバマアカハラガメ Alabama red-bellied turtle
    - Pseudemys concinna リバークーター River cooter
    - Pseudemys gorzugi リオグランデクーター Rio Grande cooter
    - Pseudemys nelsoni フロリダアカハラガメ Florida red-bellied turtle
    - Pseudemys peninsularis ペニンシュラクーター Peninsula cooter
    - Pseudemys rubriventris キタアカハラガメ American red-bellied turtle
    - Pseudemys texana テキサスクーター Texas river cooter

  - アカミミガメ属　Trachemys
    - Trachemys adiutrix マラニョンクジャクガメ Maranhão slider
    - Trachemys callirostris アゴブチクジャクガメ Colombian slider
    - Trachemys decorata ハイチスライダー Hispaniolan slider
    - Trachemys decussata キタアンティルスライダー North Antillian slider
    - Trachemys dorbigni ミナミクジャクガメ Orbigny's slider
    - Trachemys emolli ニカラグアクジャクガメ Nicaraguan slider
    - Trachemys gaigeae プラトーアカミミガメ Plateau slider
    - Trachemys medemi アトラトクジャクガメ Atrato slider
    - Trachemys nebulosa ウスグロキミミガメ Baja California slider
    - Trachemys ornata メキシコクジャクガメ Ornate slider
    - Trachemys scripta アカミミガメ Pond slider
    - Trachemys stejnegeri スタイネガースライダー Central Antillian slider
    - Trachemys taylori テイラーアカミミガメ Cuatrocienegas slider
    - Trachemys terrapen ジャマイカスライダー Jamaican slider
    - Trachemys venusta チュウベイクジャクガメ Meso-American slider
    - Trachemys yaquia ヤキクジャクガメ Yaqui slider

## 生態
河川や湖、池沼などの淡水域に生息する水棲種が多いが、草原、森林、湿地などに生息する陸棲、半陸棲種や、汽水域に生息するキスイガメのような種もいる。
食性は雑食で魚類、両生類、昆虫、甲殻類、貝類、環形動物、果実、水草などを食べる。
繁殖形態は卵生。フロリダアカハラガメはアメリカアリゲーターの巣に卵を産むことがある。

## 人間との関係
アミメガメやカロリナハコガメ、キスイガメは食用とされたこともある。キスイガメの種小名terrapinは原住民の言葉で「食用ガメ」の意で、アメリカハコガメ属の属名やジャマイカスライダーの種小名としても用いられている。
開発による生息地の破壊、ペット用の乱獲などにより生息数が減少している種もいる。
ペットとして飼育されることもあり、日本にも輸入されている。中でもアカミミガメの亜種ミシシッピアカミミガメは大量に養殖され世界中に流通している。しかし遺棄された個体が世界中で定着し、生態系への影響が懸念されている。そのため日本では緯度が近い北アメリカに生息し、ペット用として流通することが多かったアカミミガメ、クーターガメ属、グレーマップタートルやハイイロチズガメとして販売されることもあったチズガメ属の3種（ミシシッピチズガメ、フトマユチズガメ、ニセチズガメ）が要注意外来生物に指定されている。

## 画像

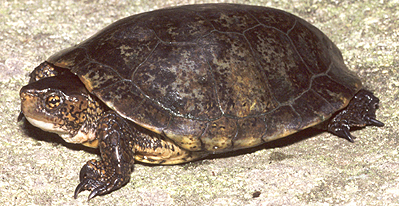
ブチイシガメ A. marmorata
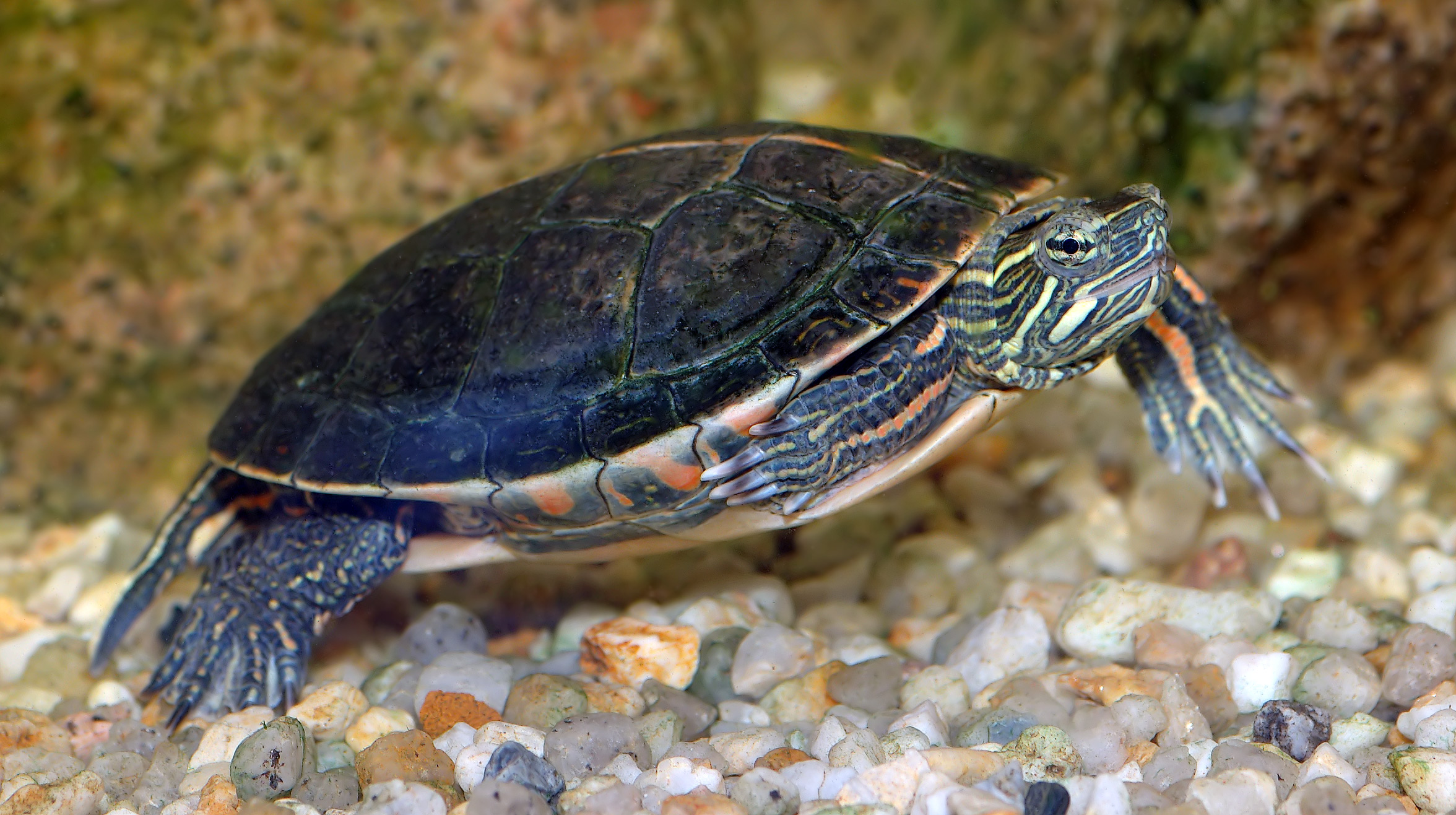
ニシキガメ Ch. picta
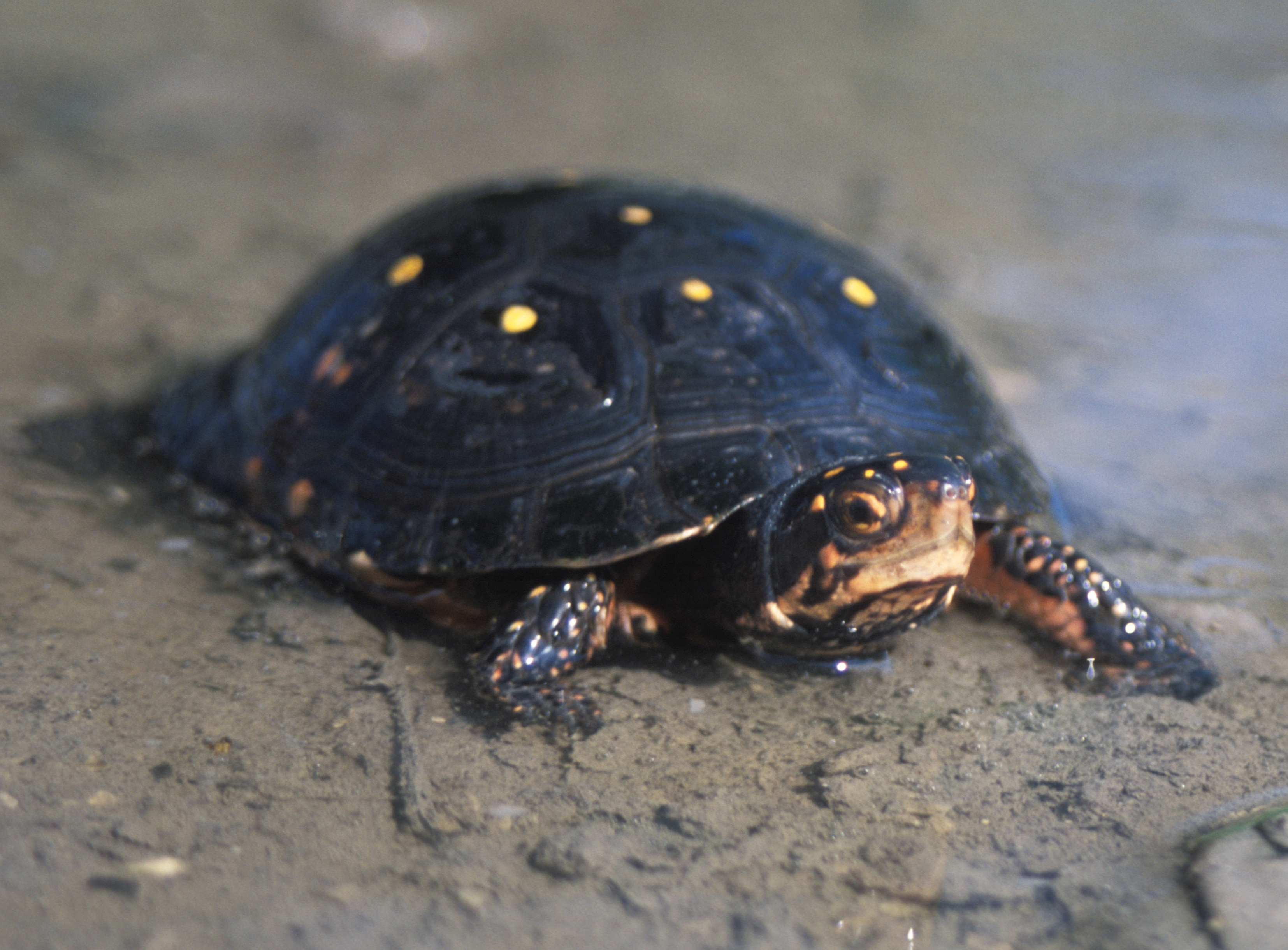
キボシイシガメ Cl. guttata
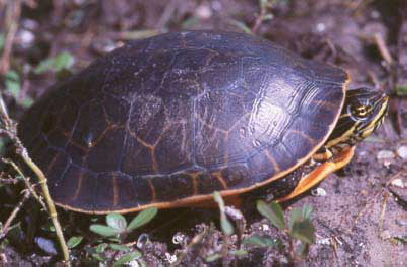
アミメガメ D. reticularia
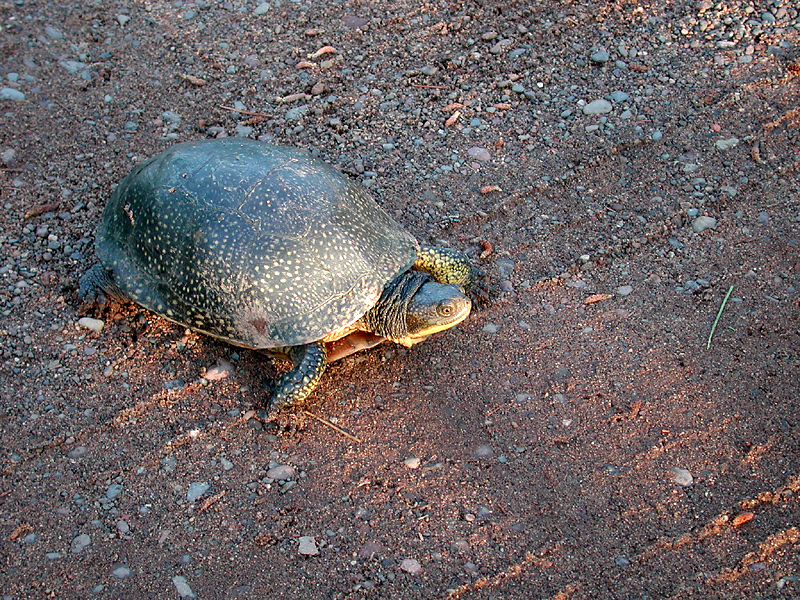
ブランディングガメ E. blandingii
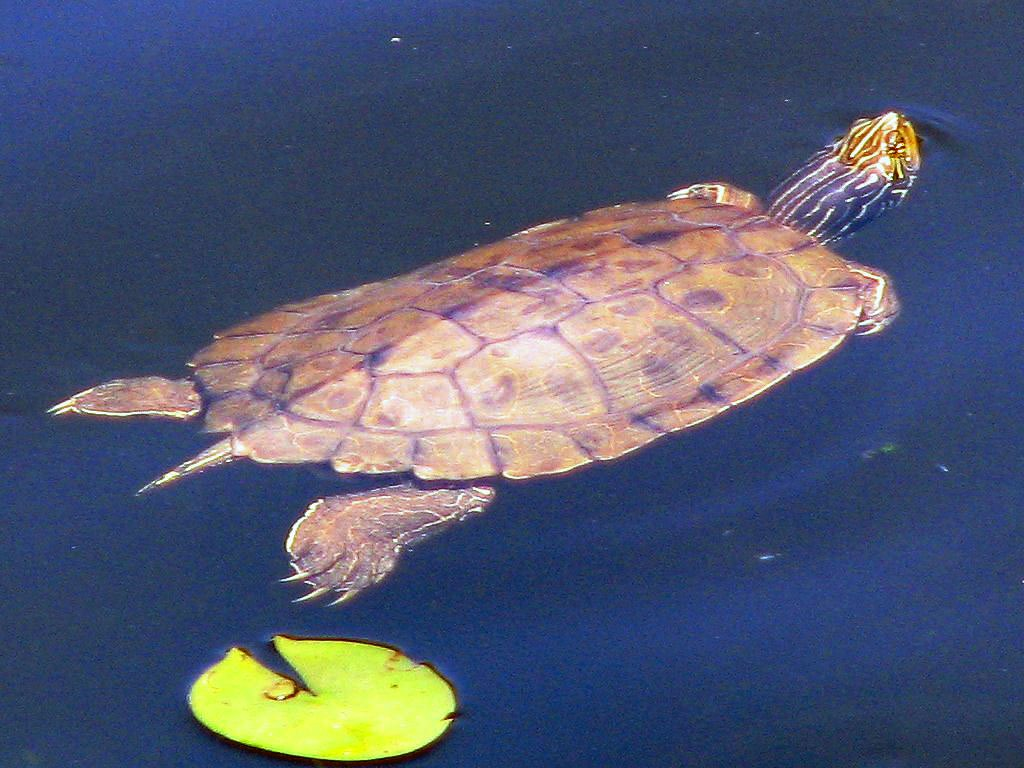
ヒラチズガメ Gr. geographica
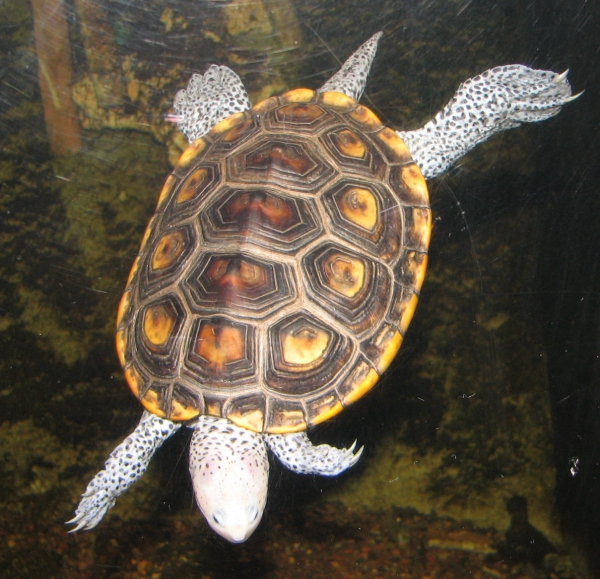
キスイガメ M. terrapin
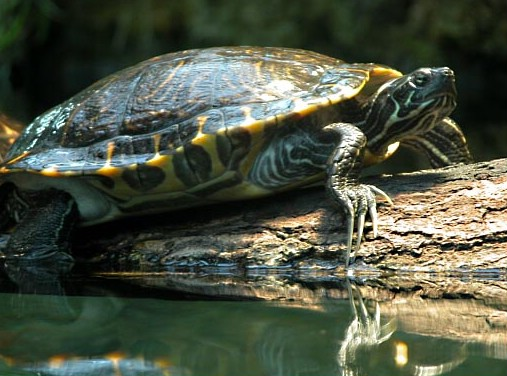
リバークーター P. concinna
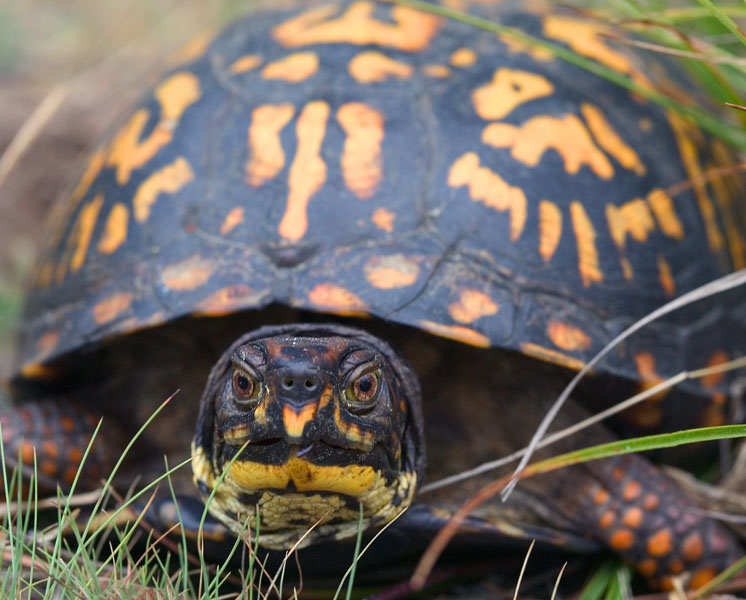
カロリナハコガメ Te. calolina
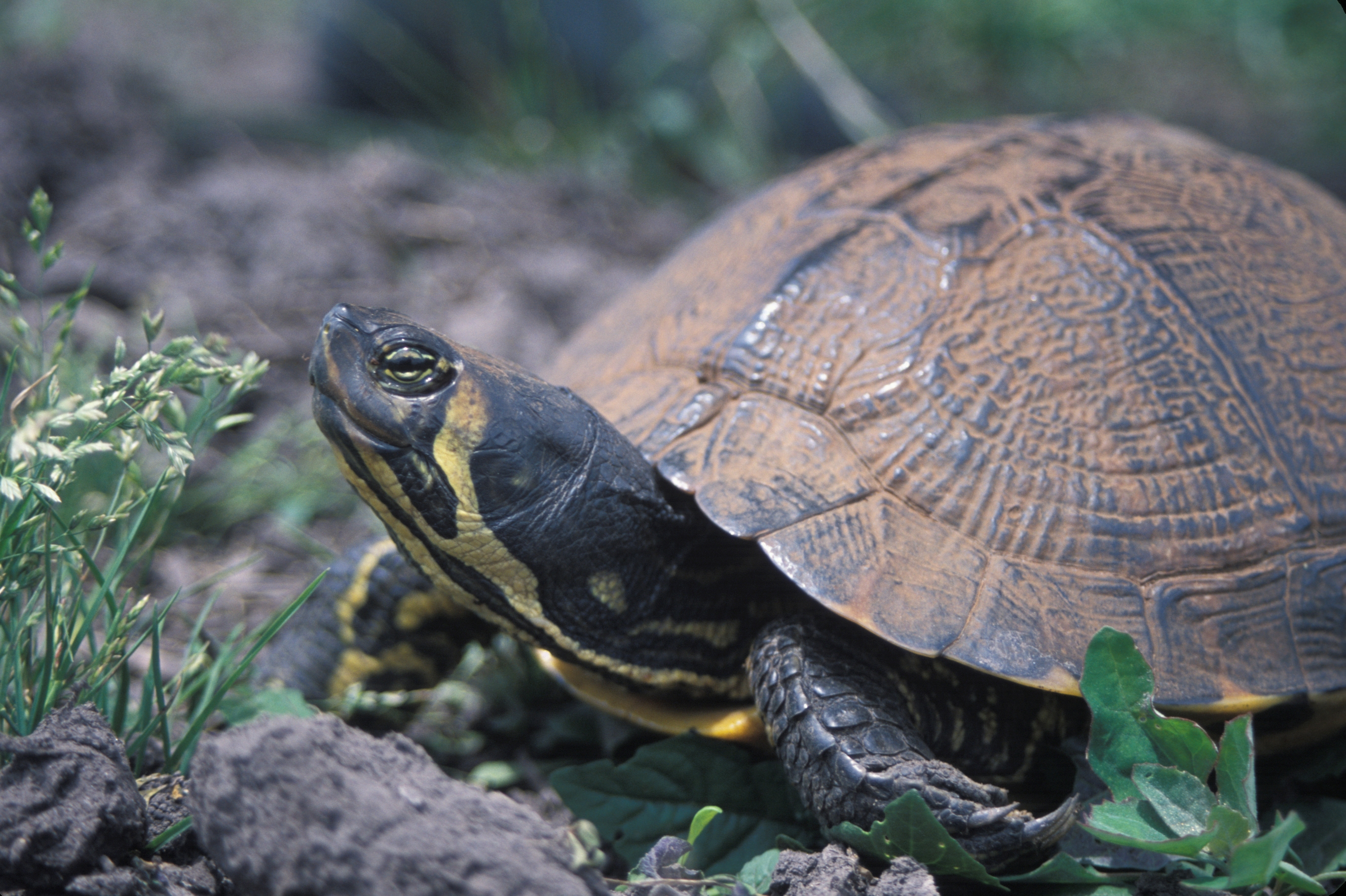
アカミミガメ Tr. scripta